# 承徳市

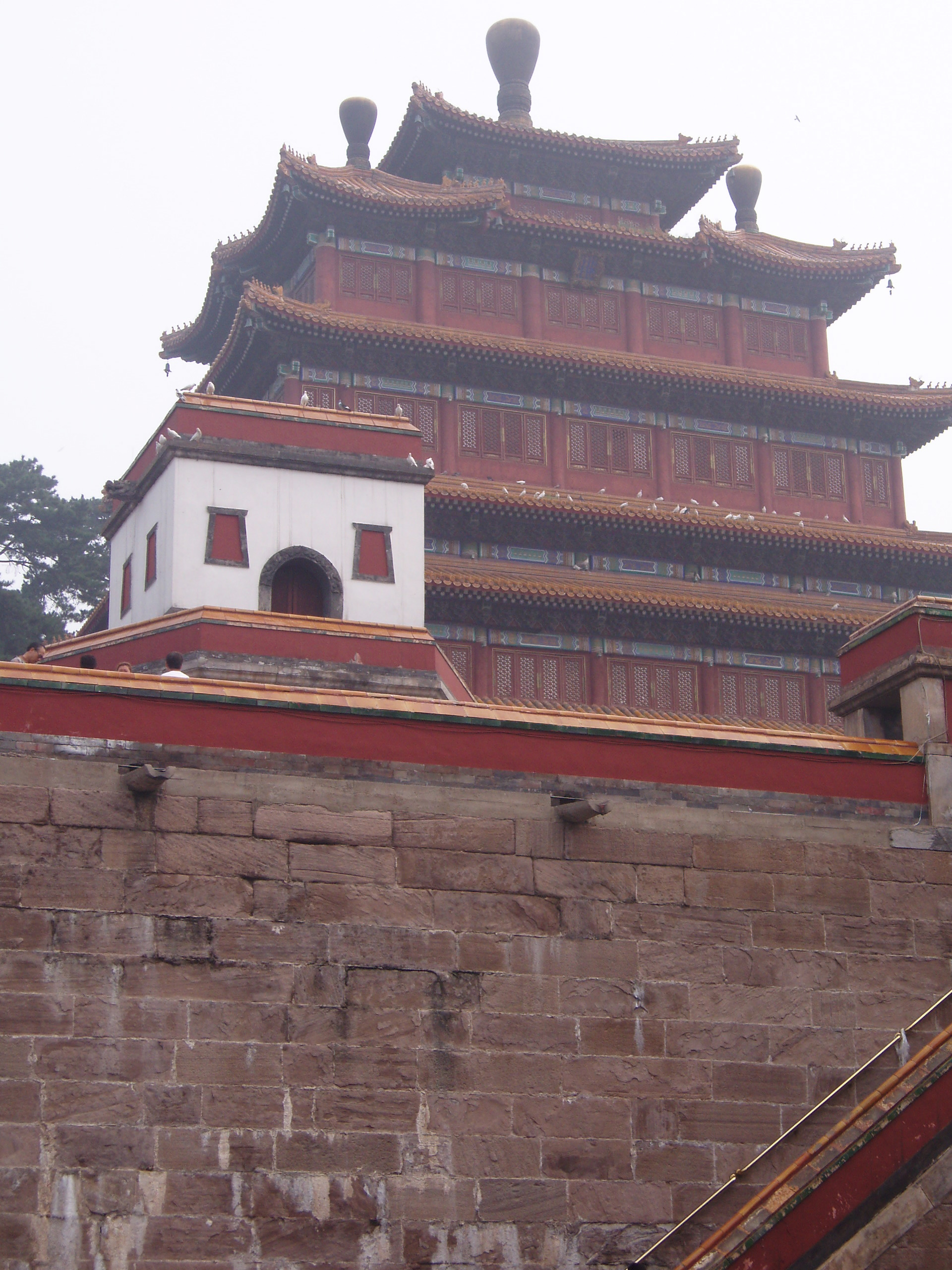
普寧寺

承徳市（しょうとくし、チェンドー）は、中華人民共和国河北省に位置する地級市。世界遺産に登録された清代の離宮である避暑山荘や外八廟を有する国家歴史文化名城である。

## 地理
承徳市は河北省東北部に位置し、首都北京から250キロの距離にある。燕山山脈の涼しい高原地帯にあり、明清の昔から避暑地として有名であった。
西南は北京、西は河北省張家口、北は内モンゴル自治区、東は遼寧省朝陽、南は河北省秦皇島および唐山と接する。市域は灤河（らんが）水系に属する。

## 民族
総人口約340万人のうち満洲族、モンゴル族、回族、朝鮮族などの少数民族約130万が住み、3箇所の自治県を設置する。

## 歴史
清代初期までは熱河上営と称され、1703年（康熙42年）には康熙帝は造営した熱河避暑山荘で夏季の政務を執り、以後清の副都のような存在になった。
1723年（雍正元年）に熱河庁が設置、1733年（雍正11年）には承徳直隷州と改められた。1778年（乾隆43年）以降は承徳府(Erdemu be aliha fu)とされた。清末のアロー戦争ではイギリス・フランス連合軍に北京を占領されたために北京を脱出した咸豊帝が逃亡先であった熱河避暑山荘で急逝している。
中華民国が成立すると府制廃止に伴い承徳県と改められ、熱河特別区、後に熱河省の省都となった。1933年（民国22年）には関東軍による熱河侵攻作戦が行われ、3月に承徳は占領された。第二次世界大戦後の1956年熱河省は廃止され、河北省に所属する。1994年、避暑山荘と外八廟が世界遺産に登録され、一躍世界的に知られるようになった。

## 行政区画
3市轄区・1県級市・4県・3自治県を管轄する。
- 市轄区：
  - 双橋区・双灤区・鷹手営子鉱区
- 県級市：
  - 平泉市
- 県：
  - 承徳県・隆化県・灤平県・興隆県
- 自治県：
  - 寛城満族自治県・豊寧満族自治県・囲場満族モンゴル族自治県（市域最北部に位置し、清代には皇室の木蘭狩場があった）

| 承徳市の地図 |
| --- |
| 1 2 3 承徳県 興隆県 灤平県 隆化県 豊寧満族自治県 寛城満族 · 自治県 囲場満族モンゴル族 · 自治県 平泉市 1. 双橋区 2. 双灤区 3. 鷹手営子鉱区 |

### 年表
この節の出典

#### 熱河省承徳市
- 1949年10月1日 - 中華人民共和国熱河省承徳市が発足。(1市)
- 1955年7月30日 - 熱河省の分割により、河北省承徳市となる。

#### 河北省承徳市(第1次)
- 1955年11月29日 - 承徳専区承徳県の一部を編入。(1市)
- 1955年12月30日 - 一部が承徳専区灤平県に編入。(1市)
- 1956年7月 - 一部が承徳専区灤平県に編入。(1市)
- 1956年8月14日 - 承徳専区承徳県の一部を編入。(1市)
- 1956年9月13日 - 承徳市が承徳専区に編入。

#### 承徳専区(1955年-1960年)
- 1955年7月30日 - 熱河省承徳県・囲場県・隆化県・豊寧県・灤平県・平泉県・青竜県・興隆県を編入。河北省承徳専区が成立。(8県)
- 1955年11月29日 - 承徳県の一部が承徳市に編入。(8県)
- 1955年12月30日 - 承徳市の一部が灤平県に編入。(8県)
- 1956年4月26日 - 囲場県の一部が隆化県に編入。(8県)
- 1956年7月5日 - 平泉県の一部が遼寧省錦州専区凌源県に編入。(8県)
- 1956年7月 - 承徳市の一部が灤平県に編入。(8県)
- 1956年8月14日 (8県)
  - 青竜県の一部が承徳県に編入。
  - 承徳県の一部が承徳市に編入。
- 1956年9月13日 - 承徳市を編入。承徳市が県級市に降格。(1市8県)
- 1956年10月16日 - 囲場県の一部が内モンゴル自治区ジョーオダ盟カラチン旗に編入。(1市8県)
- 1956年11月8日 - 興隆県・承徳県の各一部が承徳市に編入。(1市8県)
- 1957年4月2日 - 青竜県の一部が唐山専区盧竜県に編入。(1市8県)
- 1957年6月27日 - 青竜県の一部が遼寧省錦州専区凌源県に編入。(1市8県)
- 1958年4月28日 - 通県専区密雲県・懐柔県を編入。(1市10県)
- 1958年6月17日 - 隆化県の一部が豊寧県に編入。(1市10県)
- 1958年6月24日 - 承徳市の一部が興隆県に編入。(1市10県)
- 1958年6月 - 承徳県の一部が灤平県に編入。(1市10県)
- 1958年9月17日 - 灤平県の一部が承徳市に編入。(1市10県)
- 1958年10月20日 - 懐柔県・密雲県が北京市に編入。(1市8県)
- 1958年11月6日 - 承徳県の一部が承徳市に編入。(1市8県)
- 1958年12月20日 - 承徳県が承徳市・興隆県に分割編入。(1市7県)
- 1960年5月3日 
  - 承徳市が地級市の承徳市に昇格。
  - 興隆県・青竜県・平泉県・灤平県・豊寧県・隆化県・囲場県が承徳市に編入。

#### 河北省承徳市(第2次)
- 1960年5月3日 - 承徳専区承徳市が地級市の承徳市に昇格。市区・郊区が成立。(2区7県)
  - 承徳専区興隆県・青竜県・平泉県・灤平県・豊寧県・隆化県・囲場県を編入。
- 1961年5月23日 - 承徳市が承徳専区に降格。

#### 承徳地区(1961年-1993年)
- 1961年5月23日 - 承徳市が承徳専区に降格。(1市7県)
  - 市区・郊区が合併し、県級市の承徳市が発足。
- 1961年7月9日 - 承徳市の一部が分立し、承徳県が発足。(1市8県)
- 1962年10月20日 - 青竜県・承徳県の各一部が合併し、寛城県が発足。(1市9県)
- 1964年2月10日 - 興隆県の一部が寛城県に編入。(1市9県)
- 1964年12月21日 (1市9県)
  - 承徳市の一部が承徳県・灤平県に分割編入。
  - 興隆県の一部が承徳市に編入。
- 1967年11月 - 承徳専区が承徳地区に改称。(1市9県)
- 1983年5月5日 - 青竜県が秦皇島市に編入。(1市8県)
- 1983年11月15日 (7県)
  - 承徳市が地級市の承徳市に昇格。
  - 承徳県が承徳市に編入。
- 1986年12月2日 - 豊寧県が自治県に移行し、豊寧満族自治県となる。(6県1自治県)
- 1989年6月29日 (4県3自治県)
  - 囲場県が自治県に移行し、囲場満族モンゴル族自治県となる。
  - 寛城県が自治県に移行し、寛城満族自治県となる。
- 1993年6月19日 - 興隆県・平泉県・灤平県・隆化県・豊寧満族自治県・寛城満族自治県・囲場満族モンゴル族自治県が承徳市に編入。

#### 河北省承徳市(第3次)
- 1983年11月15日 - 承徳地区承徳市が地級市の承徳市に昇格。双橋区・双灤区・鷹手営子鉱区が成立。(3区1県)
  - 承徳地区承徳県を編入。
- 1991年7月4日 - 承徳県の一部が双橋区に編入。(3区1県)
- 1993年6月19日 - 承徳地区興隆県・平泉県・灤平県・隆化県・豊寧満族自治県・寛城満族自治県・囲場満族モンゴル族自治県を編入。(3区5県3自治県)
- 2017年4月9日 - 平泉県が市制施行し、平泉市となる。(3区1市4県3自治県)

## 世界遺産
- 承徳避暑山荘と外八廟
- 外八廟

## 交通
- 中国国鉄
  - 承徳駅：京承線、承隆線（中国語版）、錦承線
  - 承徳南駅（中国語版）：京哈高速鉄道
- 承徳普寧空港（中国語版）

## 日本語文献
- 朴趾源『熱河日記　朝鮮知識人の中国紀行』 今村与志雄訳（平凡社〈東洋文庫〉全2巻、1978年）

乾隆帝に謁見のため派遣された18世紀李朝の使節随行員の記録
- スウェン・ヘディン『熱河‐皇帝の都』、20世紀初頭の調査紀行

斎藤明子訳（ヘディン探検紀行全集11、白水社、1980年）

## 友好都市
- 日本
  - 群馬県高崎市
  - 千葉県柏市